# Eigersund
Pour les articles homonymes, voir Eiger (homonymie).
Eigersund est une kommune de Norvège. Elle est située dans le comté de Rogaland, au sud-ouest de la Norvège. Elle est frontalière à la commune de Hå à l'ouest, de Bjerkreim, Lund, Sirdal (Vest-Agder) au nord, de Sokndal à l'est. Eigersund appartient au district de Dalane.
Le nom Eigersund vient du vieil islandais Eikundarsund, « le détroit entre les chênes ». Le centre administratif de la commune est Egersund, la ville compte 10 874 habitants (2012). Egersund est aussi appelée « okka by ». Elle est également connue pour être la ville la plus au sud du Rogaland, mais aussi pour avoir de vieilles maisons en bois à proximité de la côte sud.
Au début des années 2000 s'est tenu un référendum pour savoir si la commune d'Eigersund devait changer son nom en Egersund. Devant la faiblesse de la participation (29,1 %), le conseil municipal a choisi d'ignorer le vote : la commune a gardé son nom.

## Géographie et nature

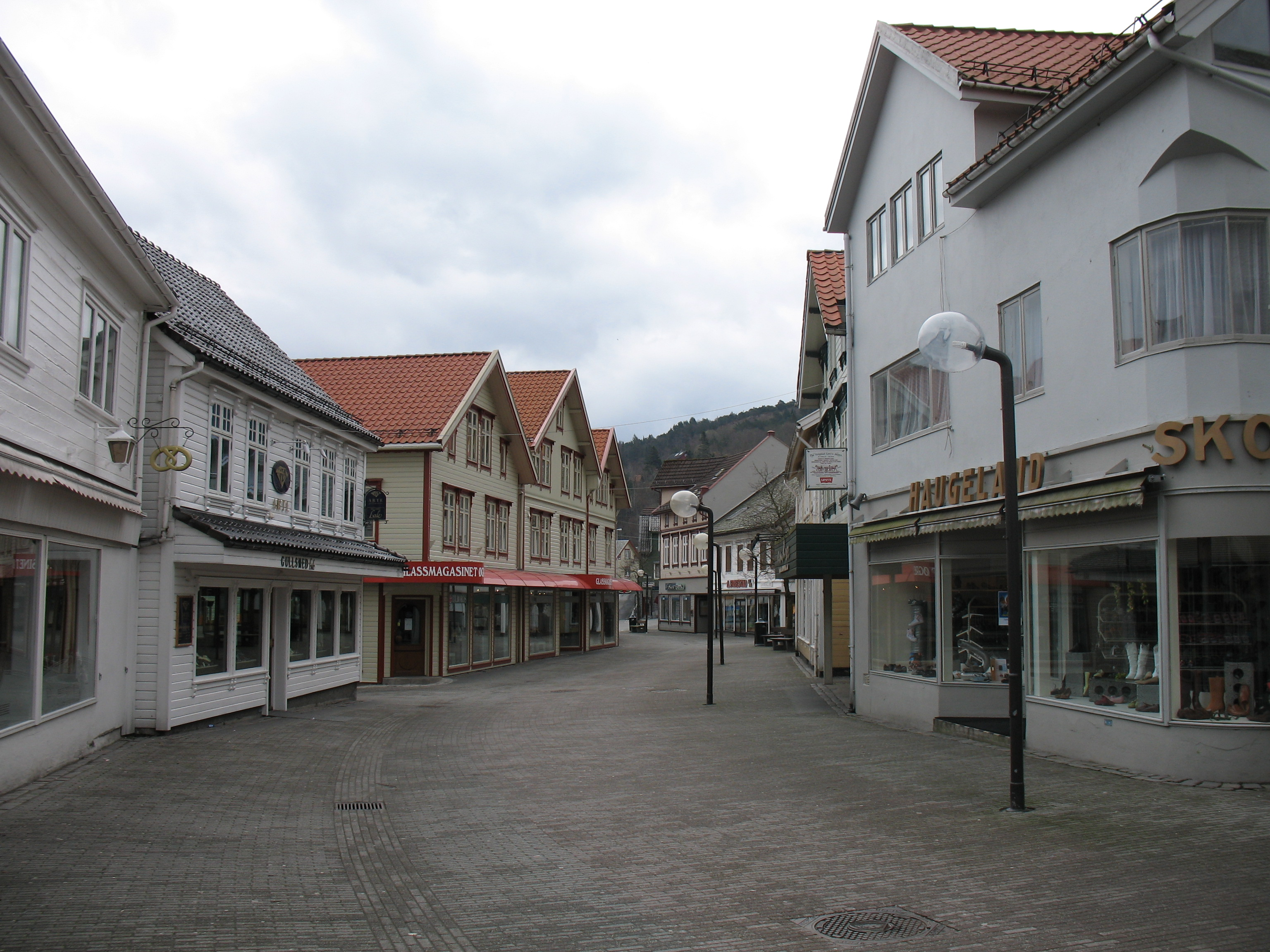
La rue piétonne principale d'Egersund, Norvège.

La commune d'Eigersund se compose de la partie continentale et de l'île habitée d'Eigerøya. La commune connaît ses limites actuelles depuis le 1er janvier 1965, date à laquelle il y eut un regroupement des communes d'Egersund, Eigersund, Helleland et d'une partie de Heskestad. Eigersund s'étend le long de la côte (107 km) entre Hå et Sokndal et à l'intérieur des terres jusqu'à la frontière du comté de Vest-Agder. 
La municipalité comprend les basses terres de la côte pauvres en végétation sauf autour d'Egersund et des localités d'Hellvik et Helleland, où une association a planté des arbres pendant plus de 100 ans. Au nord-est on trouve des sommets de 650-850 m. La plus haute montagne dans la municipalité est Skykula (906 m) au nord de Gyadalen. Dans les environs d'Egersund l'altitude est d'une centaine de mètres.
Sur la côte, et à trois kilomètres à l'intérieur des terres, il y a de grands gisements d'anorthosite. Elle est après une région du Canada la plus grande région où l'on en trouve sur terre. C'est sur la lune que s'en trouve les plus grandes quantités.
Au sud-ouest d'Egersund, au large d'Eigeroy, il y a un point amphidromique, un zéro dans l'océan par rapport à la marée. Les marées de deux directions différentes, à savoir, de la Manche et au nord de l'Écosse, se neutralisent mutuellement. Le résultat est qu'il n'y a pas de différence entre les marées hautes et basses à Egersund. 
Les plus grands lacs sont Eiavatnet, Grøsfjellvatnet, Nodlandsvatnet et Teksevatnet.

## Histoire
Des peuples vivaient autour d'Egersund à partir de l'âge de pierre. Puis, on peut trouver plusieurs endroits avec des vestiges des colonies de peuplement remontant à la période de migration (400-600).
Le lieu est mentionné par Snorri Sturluson dans la saga des rois de Norvège, plus exactement dans la Saga de Saint Olaf.

## Industries
Egersund est connue pour ses faïences et la pêche. La fabrique de faïence a fermé en 1979 mais la pêche et la fabrication d'huile de poisson restent importantes.
Les toutes premières entreprises dans l'histoire de la commune sont liées à la mer, l'agriculture et l'élevage de bétail. À l'époque viking, le commerce était très important. À chaque époque, la pêche est restée vitale pour la commune. Toute la population côtière fut longtemps très dépendante de la pêche. Le poisson le plus important était le hareng, mais le résultat de la pêche est devenu de plus en plus aléatoire et a donc perdu de son importance pour la commune. Aujourd'hui, Egersund compte parmi les ports de pêche les plus importants de Norvège au niveau des quantités de poisson débarquées.
La vie industrielle qui n'est pas rattachée directement à la pêche n'en est pas moins en forte relation avec la mer et les bateaux. On y trouve plusieurs entreprises à renommée internationale dont Simrad qui racheté en 2006 est resté à Egersund malgré un coût du travail plus important qu'au Danemark ou en Grande-Bretagne (pilote automatique, ingénierie maritime), Jeppesen Marine et Egersund Trål, ainsi que des entreprises de chalut ou de fabrication d'huile de poisson.
Il existe cependant quelques entreprises n'ayant aucun lien avec la mer, entre autres, Berentsens Brygghus qui, établi depuis 1895, produit de la bière, du jus de pomme, de la limonade et du cidre. Il faut également citer l'abattoir Nortura.
En raison du climat et du sol, l'agriculture à Eigersund se limite à l'élevage de mouton et à la production de lait plus quelques fruits. La surface cultivable utilisée n'est que de 47 km2 (10,8 % de la surface totale de la commune).

## Communications
La route européenne E 39 passe par Eigersund provenant du comté de Vest-Agder (Flekkefjord). Elle part plus au nord du comté de Rogaland. La route nationale 44 part au nord en direction de Stavanger passant par Jæren et Sandnes, au sud en direction de Flekkefjord via Sokndal et Jøssingfjord.
Egersund est à une heure en voiture de l'Aéroport de Stavanger.
Le premier chemin de fer du Vestlandet reliant Egersund et Stavanger (la ligne de Jær) fut mise en service le 27 février 1878 avec deux gares à Eigersund : la gare d'Egersund (trafic local et régional) et la gare de Hellvik (seulement trafic local).
Egersund avait une liaison ferry jusqu'à Hanstholm au Danemark (jusqu'en octobre 2008).

## Personnalités
- Veton Berisha (1994-), footballeur.
- Tor Arne Hetland (1974–), skieur de fond.
- Bengt Sæternes (1975–), footballeur.
- Anna Bugge-Wicksell (1862–1928), militante féministe et diplomate à Genève pour la Suède.